# Volker Kottkamp
Volker Kottkamp (* 8. Dezember 1943 in Freckenhorst (Westfalen)) war für die ARD bis 2008 Reporter, Moderator und Kommentator von Fußball-Weltmeisterschaften, Olympischen Spielen, Tennis- und Leichtathletik-Meisterschaften und der Tour de France. Den Fernsehzuschauern ist er vor allem als die 'Tennisstimme' ("Steffi,..... die Gräfin ....") und langjähriger Moderator der Sportschau bekannt.

## Ausbildung
Kottkamp wuchs in Bremen auf und erstellte schon als Schüler erste Fußball-Reportagen für Radio Bremen. Nach dem Schulabschluss studierte er Politikwissenschaft an der FU Berlin, das Studium finanzierte er sich mit Reportagen für den RIAS.

## Karriere
Nach dem Studium fing Kottkamp 1965 bei Radio Bremen an. 1971 wechselte er als Sportreporter zum Südwestfunk nach Baden-Baden. Er berichtete in Hörfunk und Fernsehen und moderierte unter anderem die Sendungen Sportschau, Sport unter der Lupe und Sport im Dritten. Vom 1. Dezember 1990 bis zum 30. April 1997 war Kottkamp als SWF-Sportchef für die Sportberichterstattung des Senders verantwortlich. Außerdem war er ARD-Teamchef bei den Olympischen Spielen und den Paralympics in Athen 2004, ARD-Teamchef für die Fußball-Europameisterschaft in Österreich und der Schweiz 2008 und Chef vom Dienst bei den Olympischen Spielen 2008. Nach mehr als 40 Jahren beruflichen Wirkens trat Volker Kottkamp zum Jahresende 2008 in den Ruhestand.
Bekannt wurde er vor allem für seine Berichterstattung über die Wimbledonsieger Steffi Graf, Boris Becker und Michael Stich. Er wurde deshalb „Mister Tennis“ genannt.

## Privatleben
Kottkamp ist zweifacher Familienvater, sein Sohn Steffen war von 2008 bis 2012 Programmgeschäftsführer des KiKA. Volker Kottkamp nennt als Hobby Briefmarkensammeln. Außerdem reist er gerne nach El Hierro, die kleinste Kanarische Insel.